# Сочинський художній музей
Сочинський художній музей — культурно-просвітницька установа в Центральному районі міста Сочі, Росія.
Будівля побудована за проектом академіка архітектури Івана Владиславовича Жолтовського в 1936 році, призначалася для адміністративного установи. Художній музей — пам'ятник архітектури федерального значення.
З 1972 тут розташовується Сочинський виставковий зал, з 1976 — Сочинський художній музей.
У музеї зібрано понад 6000 експонатів російського, радянського, зарубіжного мистецтва за розділами: античне срібло, живопис, графіка, скульптура, декоративно-ужиткове мистецтво, художні промисли.
Щомісяця влаштовуються виставки, присвячені мистецтву окремих художників, творчих об'єднань, що представляють колекції державних і приватних зібрань. У музеї є художній салон, де можна придбати твори мистецтва, художній антикваріат, твори майстрів ювелірного мистецтва, вироби народних художніх промислів і Калінінградського бурштинового комбінату.
Адреса: 354000 Росія, м. Сочі, проспект Курортний, 51

## Галерея

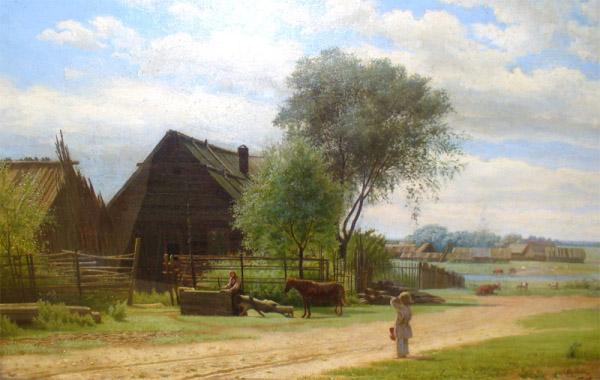
Клодт Михайло Костянтинович, Російське село, 1867
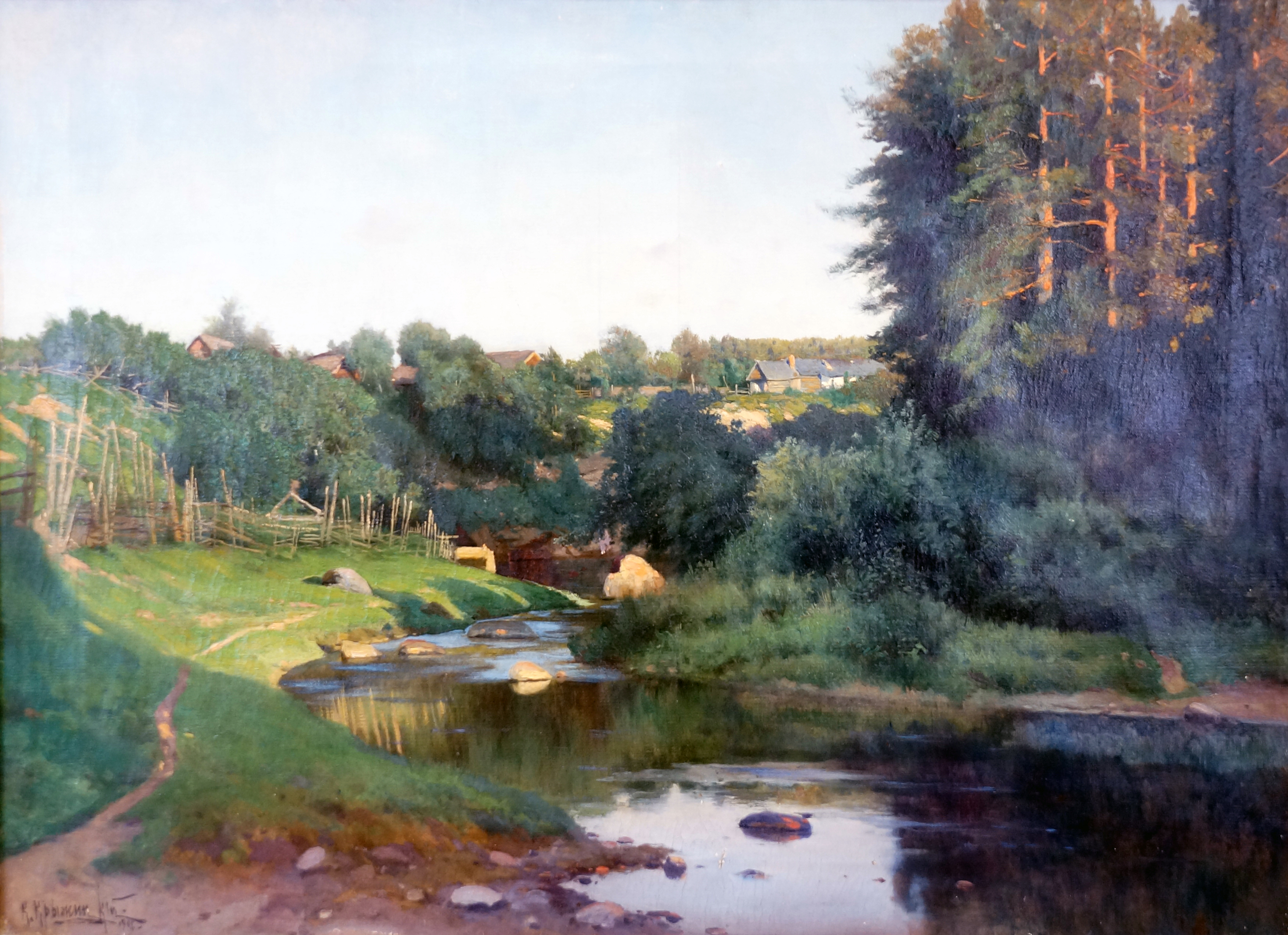
Крижицький Костянтин Якович, Село на березі річки. Вечір., 1905
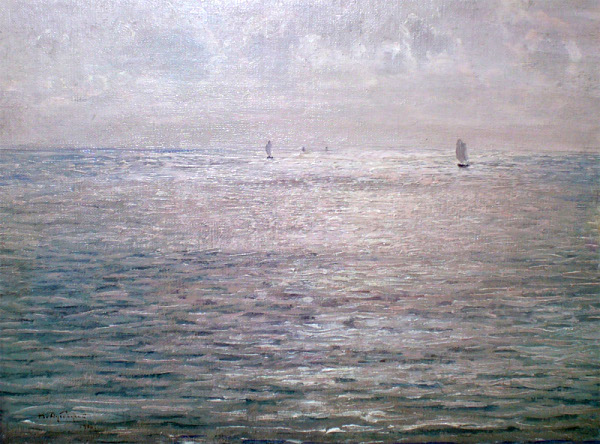
Дубовськой Микола Никанорович, Морський пейзаж, 1906
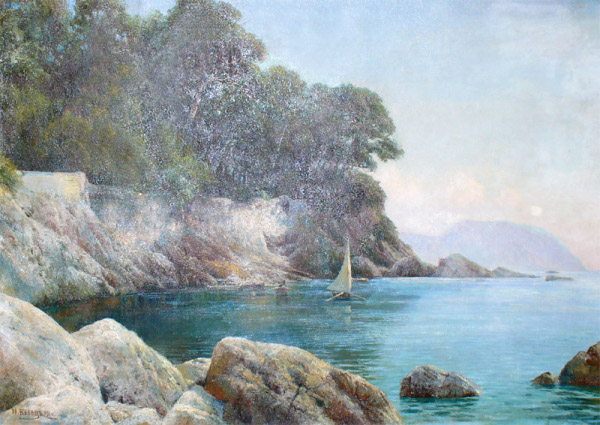
Вельц Іван Августович, Вітрильник у бухті, 1914